# Колесник Микола Петрович
Коле́сник (Коле́сников) Мико́ла Петро́вич (6 жовтня 1922 — 6 лютого 1999) — український письменник, прозаїк, лікар.

## Біографія
Микола Колесников народився 6 жовтня 1922 р. в селі Фрунзе Слов'яносербського району Луганської області в сім'ї робітника-залізничника. Під час Другої світової війни залишився на окупованій території, вчителював. Після визволення Луганщини від німецько-фашистських окупантів був санітаром і фельдшером на фронті, отримав поранення. Нагороджений орденом Великої Вітчизняної війни 2-го ступеню та медалями.
Драмою для Миколи Колесника, яка наклала відбиток на все його життя, стало те, що після повернення з фронту він був репресований на 10 років і в 1940-1950-ті роки перебував у таборах Сибіру. Потому навчався у Харківському медичному інституті, який закінчив у 1962 році. У 1963 році був реабілітований за відсутністю доказів обвинувачення. Після закінчення навчання працював лікарем-невропатологом у місті Краснограді Харківської області.

## Літературна творчість
Була й інша лінія життя Миколи Колесника — це літературна творчість. Перші його оповідання і повісті з'являються у харківському журналі «Прапор» (нині «Березіль») ще під час навчання — в 1959 році до першої повісті «Тінь минулого» (опублікував її журнал «Прапор») написав тепле переднє слово знаний прозаїк Петро Панч. Згодом ім'я письменника прописалось на шпальтах «Вітчизни», «України», «Сільських вістей», «Літературної України», його творчість помічають і читач, і критика. Ще навчаючись в Харкові, а пізніше працюючи лікарем у місті Краснограді, тривалий час очолював Харківське обласне літературне об'єднання. Брав активну участь в обговоренні доробку молодих літераторів.
У 1962 році окремою книжкою виходить повість «Коли розвіється туман». Уже у наступному році письменник видає збірку оповідань «На перегоні». Протягом 1966—1967 рр. з'являються роман «Світ клином» та збірка повістей і оповідань «До своїх».
У 1964 році М. П. Колесника було прийнято до Спілки письменників тодішнього Союзу.
З 1966 році Микола Петрович жив і працював у Житомирі, очолював секцію прози при Спілці письменників Житомирщини та обласну організацію «Всеукраїнського товариства політв'язнів та репресованих». У Житомирі з'явився ряд його романів, які за своїми художніми якостями, образами героїв зі складними долями, порушеними морально-етичними проблемами, увагою до загальнолюдських цінностей прийшлися до душі і серця читачів. Персонажі його книг — це в основному люди найгуманнішої професії — медики. Вони у творах Миколи Колесника борються за людське довголіття, високу мораль і етику лікаря, професіоналізм і дотримання клятви Гіппократа. Саме про це розповідає і роман «Діти Асклепія» (1984).
Своїй рідній Луганщині присвятив М. П. Колесник роман «Над Луганню» (1981). Використавши документальні свідчення, автор художньо відтворив складні події періоду Другої світової війни, що відбувалися у цьому шахтарському краї, доторкнувся витоків всенародного подвигу боротьби з фашизмом. Цей роман у 1982 році високо оцінив О. Т. Гончар (1918—1995). Творчим здобутком письменника став роман «У тенетах». Знаючи біографію М. Колесника, можна впевнено назвати цю книгу романом-сповіддю її автора, ототожненим з головним персонажем твору. На жаль, за життя письменнику не судилося побачити свій роман «У тенетах» надрукованим. Він вийшов вже у 2004 році. Після смерті письменника побачила світ і його збірка оповідань для дітей шкільного віку «Урок милосердя» (2012).
Помер Микола Петрович Колесник 6 лютого 1999 року у Житомирі. Поховано його в селі Волиці Сінгурівської сільської ради Житомирського району.
Творчість М. П. Колесника засвідчує, що це був невтомний трудівник у царині української літератури XX ст. Його вагомий творчий спадок не залишається поза увагою і нинішнього покоління. Твори перекладено російською, молдовською, чуваською мовами.